# (2527) Gregory
(2527) Gregory es un asteroide que forma parte del cinturón de asteroides y fue descubierto el 3 de septiembre de 1981 por Norman G. Thomas desde la estación Anderson Mesa, en Flagstaff, Estados Unidos.

## Designación y nombre
Gregory recibió al principio la designación de 1981 RE.
Más tarde se nombró en honor de Bruce Gregory Thomas, hijo menor del descubridor.

## Características orbitales
Gregory orbita a una distancia media de 2,465 ua del Sol, pudiendo alejarse hasta 2,924 ua y acercarse hasta 2,005 ua. Su inclinación orbital es 2,616° y la excentricidad 0,1865. Emplea en completar una órbita alrededor del Sol 1413 días.